# Фуллер, Сара
Сара Фуллер (англ. Sarah Fuller; 15 февраля 1836, Уэстон, Массачусетс, США — 1 августа 1927, Ньютон-Лоуэр-Фолс, Массачусетс, США) — американская преподавательница, одна из пионеров в области обучения глухих речи. Фуллер известна как учительница Хелен Келлер.

## Биография
Сара родилась в семье Хэви и Селинды Фуллеров. Её отец был фермером. В детстве Сара посещала школу Allan English and Classical School в Уэст-Ньютоне. После получения образования в 1855 году она занялась преподаванием и работала в Уэст-Ньютоне и Бостоне.
В 1869 году Фуллер начала работу с глухими детьми, и впоследствии стала директором Школы для глухих Хораса Манна. В 1888 году она опубликовала труд An Illustrated Primer, предназначенный для учителей глухих. Фуллер разработала методику обучения глухих речи. С помощью неё преподаватель работала с Хелен Келлер, к занятиям с которой приступила 26 марта 1890 года. Фуллер дала Келлер в общей сложности 11 уроков.
В 1890 году Фуллер вместе с Александром Грейамом Беллом основала Американскую ассоциацию способствования обучению глухих речи (англ. American Association to Promote the Teaching of Speech to the Deaf). В 1896 году Фуллер заняла должность президента ассоциации.
Фуллер умерла в 1927 году и была похоронена на Кладбище Святой Марии в Массачусетсе[≡].

## Память
- В честь преподавателя была названа Организация Сары Фуллер для маленьких глухих детей (англ. The Sarah Fuller Foundation for Little Deaf Children)[2].